# Duimzuigen

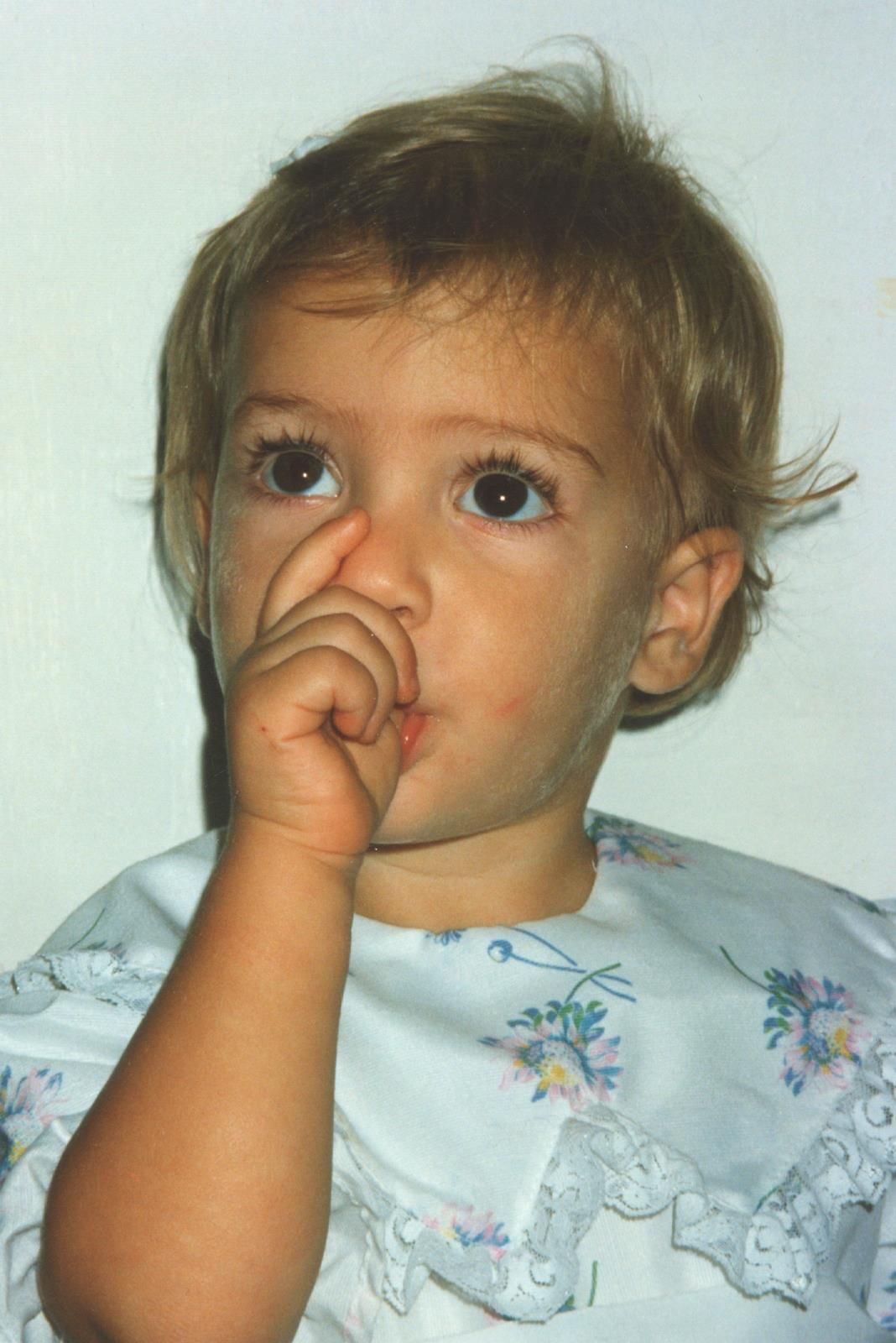
Een duimend kind

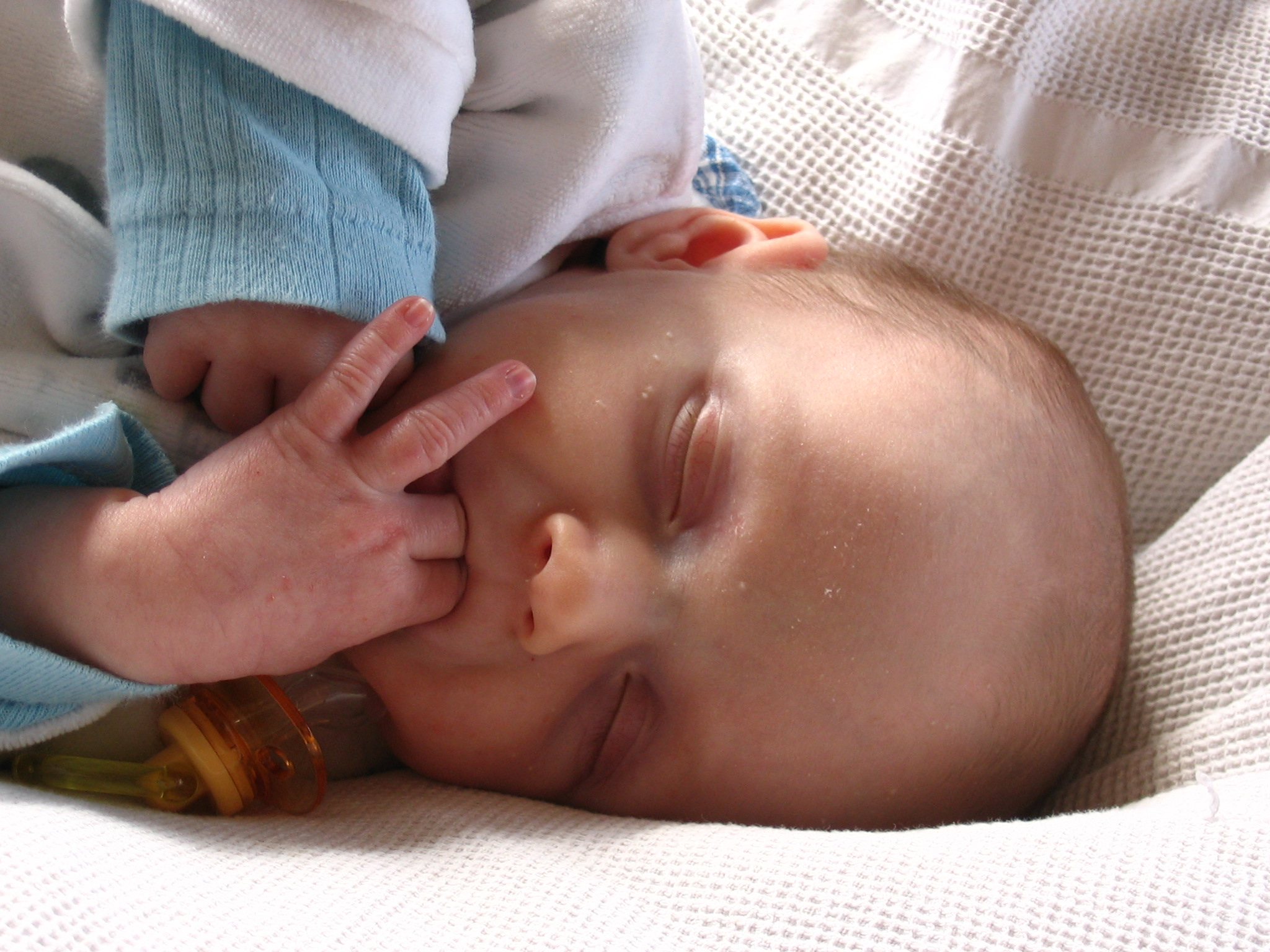
Baby's zuigen soms niet alleen op hun duim, maar ook aan andere vingers.

Duimzuigen of duimen is het zuigen of sabbelen aan de duim. Dit kan in de slaap gebeuren maar ook overdag in een soort van onderbewustzijn, waardoor bij jonge kinderen (zuigelingen) vooral een geruststelling optreedt.
Door veel duimzuigen kan er een verplaatsing in de stand van de tanden plaatsvinden, de voortanden krijgen de neiging om naar voren te kantelen. Ook kan er een eeltknobbel ontstaan op de duim waarop gezogen wordt.